# محطة الفجيرة المستقلة للمياه والكهرباء F1
محطة الفجيرة المستقلة للمياه والكهرباء F1 أو الفجيرة F1 IWPP هي محطة مستقلة للمياه والطاقة (IWPP) في قدفع ، الفجيرة في الإمارات العربية المتحدة . تقع المحطه بجوار محطه الفجيرة F2 IWPP . تبعد 5 كيلومتر (3.1 ميل) جنوب خورفكان و 20 كيلومتر (12 ميل) شمال مدينة الفجيرة.  كانت محطة الفجيرة عند إنشائها أول محطة هجينة في الشرق الأوسط وأكبر محطة هجينة لتحلية المياه في العالم.  

## التاريخ

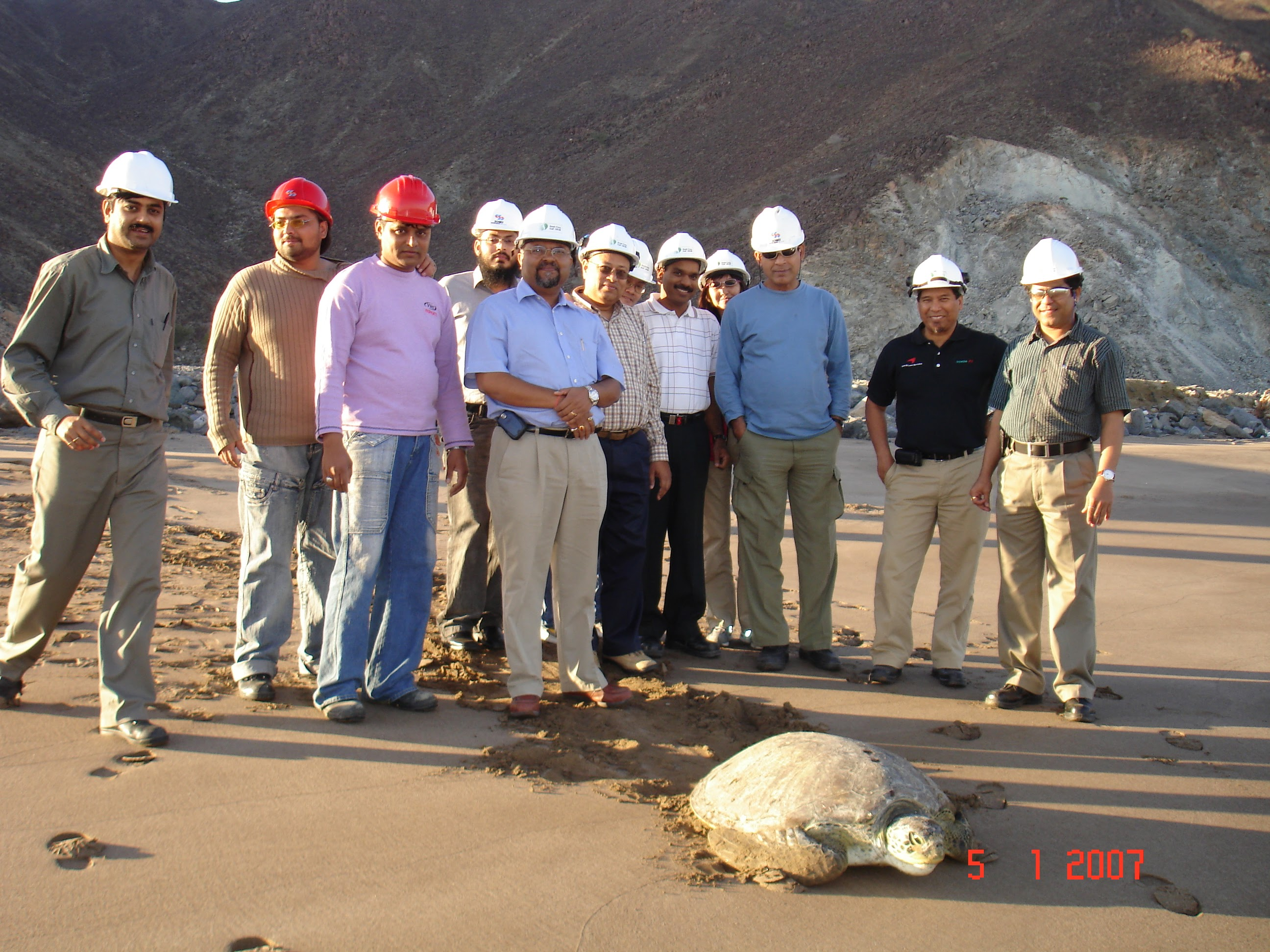
جزء من فريق محطة الفجيرة F1 بعد إزالة سلحفاة من نظام تنقية المياه.

تم منح عقد البناء لشركة دوسان للصناعات الثقيلة والإنشاءات في يونيو 2001 وتم توقيع العقد في يونيو 2002. في أغسطس 2001 ، تم منح عقد لأنظمة النقل إلى مشروع مشترك بين شركة الجابر لخدمات الطاقة وتكنيب . تم إنتاج اللترات القليلة الأولى من مياه الشرب في أبريل 2004. بلغ إجمالي تكاليف إنشاء المشروع 1.2 مليار دولار أمريكي  في يونيو 2009 ، أعلنت سيمبكورب أنها نجحت في تعزيز قدرة طاقة F1 بنسبة 40٪ على الأقل. 

## التوسع المستقبلي
وفقًا لاتفاقية الخصخصة ، سيتم زيادة طاقة محطة الفجيرة للطاقة بمقدار 225 ميغاواط وسيتم يتم زياده إنتاج المياه بمقدار 136,382 متر مكعب (4,816,300 قدم3) من الماء يوميًا. تم الانتهاء من عمل DBO في ديسمبر 2015 ويعمل حاليًا المصنع تحت إدارة أكسيونا. يستخدم المصنع تعويم الهواء المذاب (DAF) وفلتر الوسائط المزدوجة (DMF) للمعالجة المسبقة للمياه الخام. 

## روابط خارجية
- الموقع الرسمي[وصلة مكسورة]